# Antipathozoanthus
Antipathozoanthus  Sinniger, Reimer & Pawlowski, 2010 è un genere di esacoralli della famiglia Parazoanthidae.

## Tassonomia
Comprende le seguenti specie:
- Antipathozoanthus cavernus Kise, Fujii, Masucci, Biondi & Reimer, 2017
- Antipathozoanthus hickmani Reimer & Fujii, 2010
- Antipathozoanthus macaronesicus (Ocana & Brito, 2003)
- Antipathozoanthus obscurus Kise, Fujii, Masucci, Biondi & Reimer, 2017
- Antipathozoanthus remengesaui Kise, Fujii, Masucci, Biondi & Reimer, 2017